# Virgilio Milani

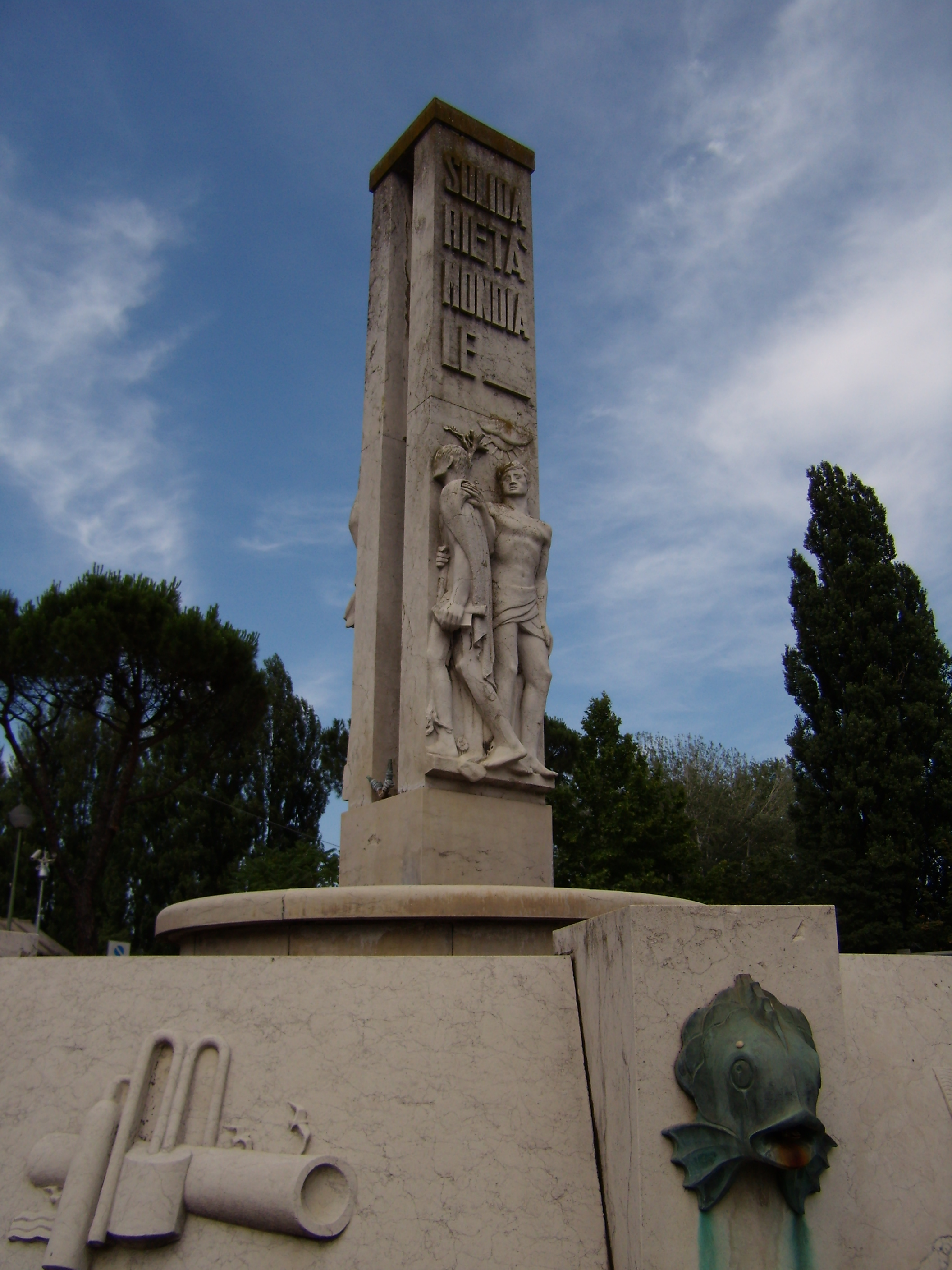
Fontana della Riconoscenza Rovigo

Virgilio Milani (Rovigo, 29 febbraio 1888 – Rovigo, 15 marzo 1977) è stato uno scultore italiano.

## Biografia
Dopo una prima formazione a Rovigo con Bindo Migliorini, compì i suoi studi accademici a Venezia sotto la guida di Antonio Dal Zotto. 
Nel 1910 partecipò al concorso per un monumento ad Amos Bernini per Rovigo, realizzò un medaglione in onore del patriota garibaldino Alberto Mario per l'istituto tecnico cittadino e vinse una borsa di studio dell'Accademia di Venezia per un'opera sul tema della pace. 
Ottenne il primo premio all'Esposizione d'arte che si svolse a Rovigo nel 1911, a pari merito con Policronio Carletti e Tito Corbella.
Fu autore di numerosi monumenti e rilievi onorari per Rovigo e per altri centri del Polesine, da cui scelse di non allontanarsi mai. Cominciò nel 1913 con la lapide e il busto in memoria di Sante Altieri, morto nella campagna d'Africa, per il municipio di Arquà Polesine. Seguirono i monumenti onorari per Ernesto Vallini nel Seminario di Rovigo e per il Collegio dell'Angelo Custode.

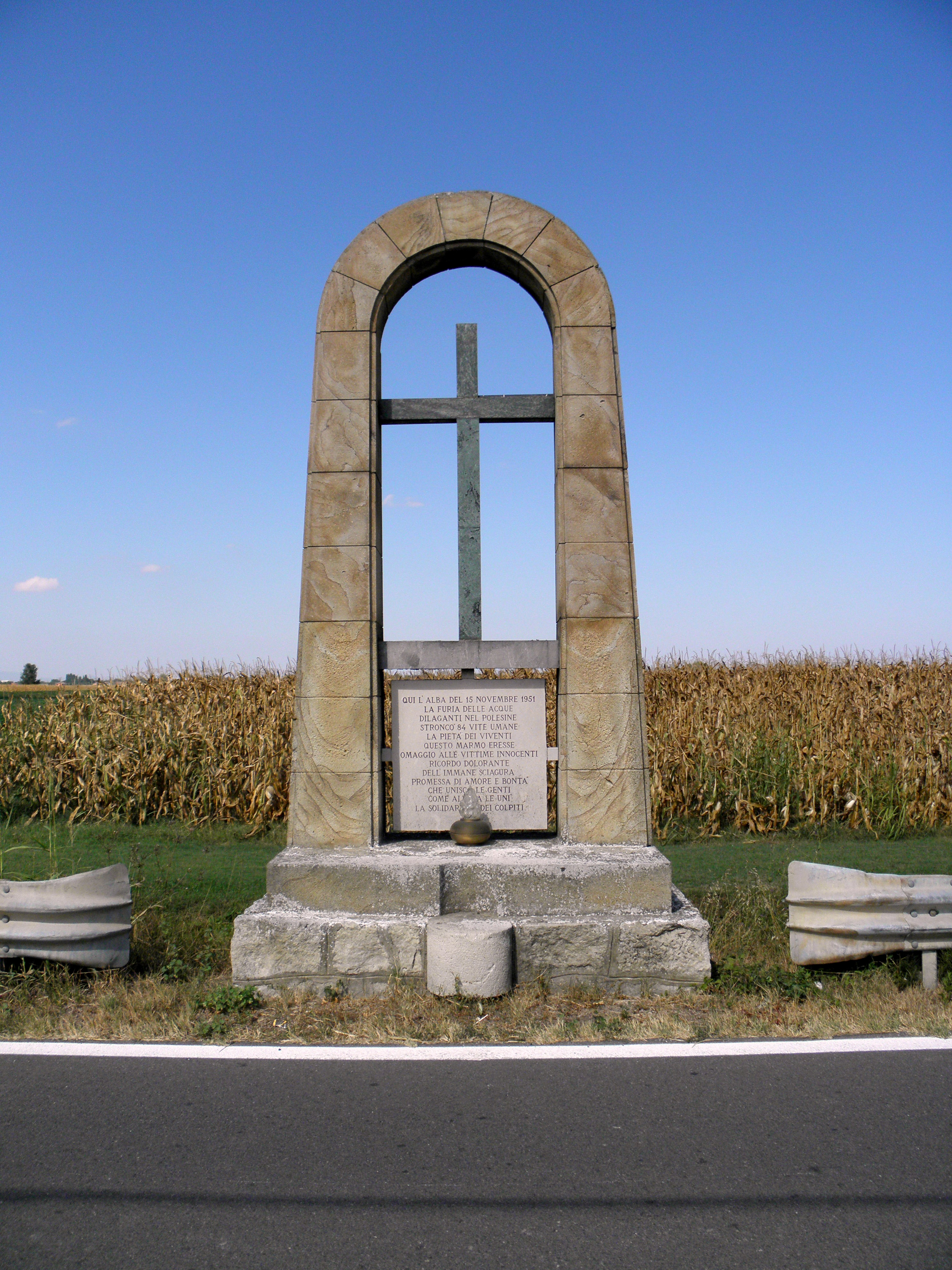
Il monumento che ricorda le ottantaquattro vittime della furia delle acque durante l'alluvione del Polesine del novembre 1951.

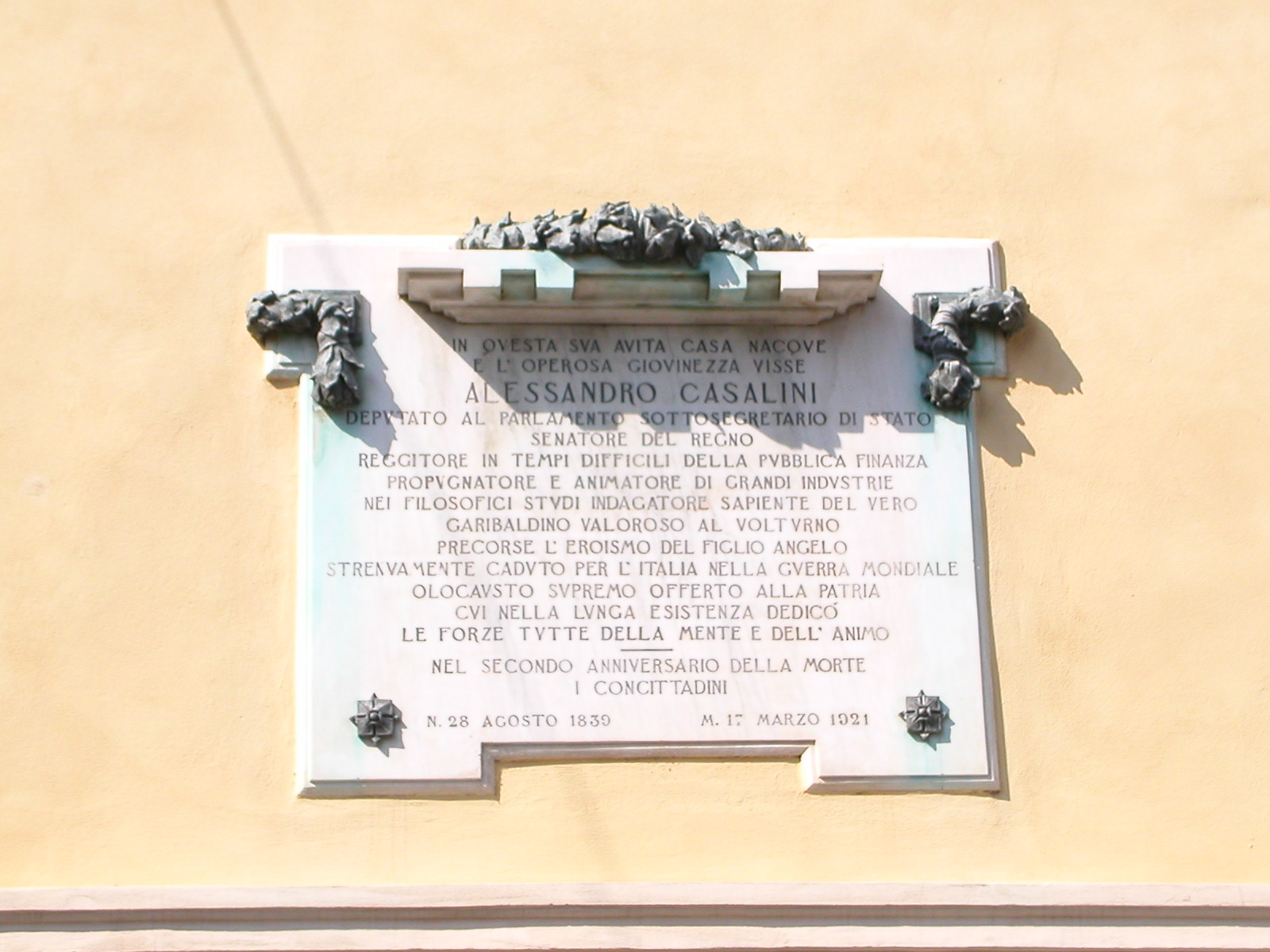
Rovigo: Lapide commemorativa posta sulla facciata del palazzo che diede i natali ad Alessandro Casalini, opera del 1923, tredicesima di venti del percorso Milani in Rovigo.

A partire dagli anni della prima guerra mondiale fu attivo nel campo della scultura funeraria, realizzando alcune opere per il Cimitero dei Sabbioni di Rovigo: figure a rilievo nella Cappella Caniato (1915). Suo il monumento a Cesare Battisti, eseguito nel 1917 su incarico della locale comunità di esuli trentini guidata dal sacerdote Antonio Rossaro, e il busto del frate cappuccino Angelo da Aviano per la chiesa di San Lorenzo, cui seguì la lapide per Ugo Migliorini (1918) nell'istituto musicale di Palazzo Venezze e quella per Domenico Strada nell'Accademia dei Concordi (1919).
Fu autore di lapidi e monumenti in onore di soldati morti in guerra per numerosi comuni del Polesine, oltre a quello per Stanghella (1921), a Borsea e a Grignano Polesine.
Sua la statua marmorea in onore dell'esploratore rodigino Giovanni Miani (1931). Partecipò alla mostra sindacale provinciale (1936) e a quella regionale di Ca' Pesaro (1937).
Un suo bozzetto venne segnalato nel concorso per una medaglia in onore della regina Elena di Savoia, in occasione della XXI Biennale di Venezia (1938).
Fu selezionato al Premio San Remo del 1939 per due opere di soggetto sportivo: il rilievo intitolato Volo a vela gli fece ottenere la vittoria alla mostra nazionale del CONI a Roma (1940).

Fra le numerose opere eseguite dopo la seconda guerra mondiale, si segnalano particolarmente il sacrario alle vittime dell'eccidio fascista di Villamarzana (1947); il monumento nei pressi di Chiesa, frazione di Frassinelle Polesine (1952) per gli ottantaquattro morti durante la rotta del Po; la Fontana della Riconoscenza per l'omonima piazza della stazione ferroviaria di Rovigo (1952); i fregi per la Casa del Mutilato (1954); le decorazioni plastiche per la facciata del Teatro Sociale (1957) e per la sede rodigina dell'Istituto Autonomo Case Popolari di Piazza Repubblica; il mosaico sulla facciata del Liceo Classico Celio; il leone sulla facciata del Palazzo dell'Erario. 

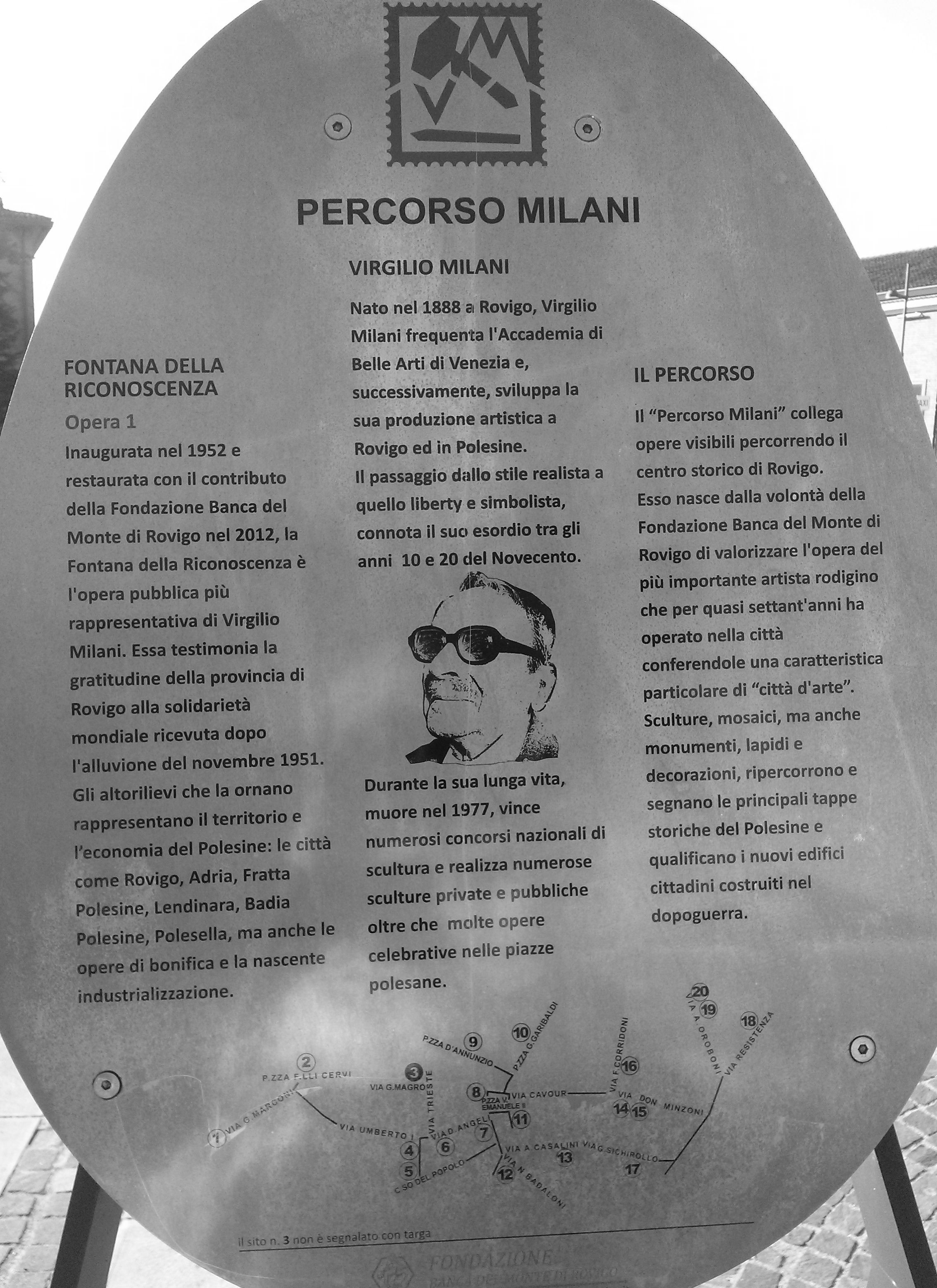
Targa in Piazza Riconoscenza (fronte stazione ferroviaria), 1ª tappa di 20 del percorso Milani in Rovigo.

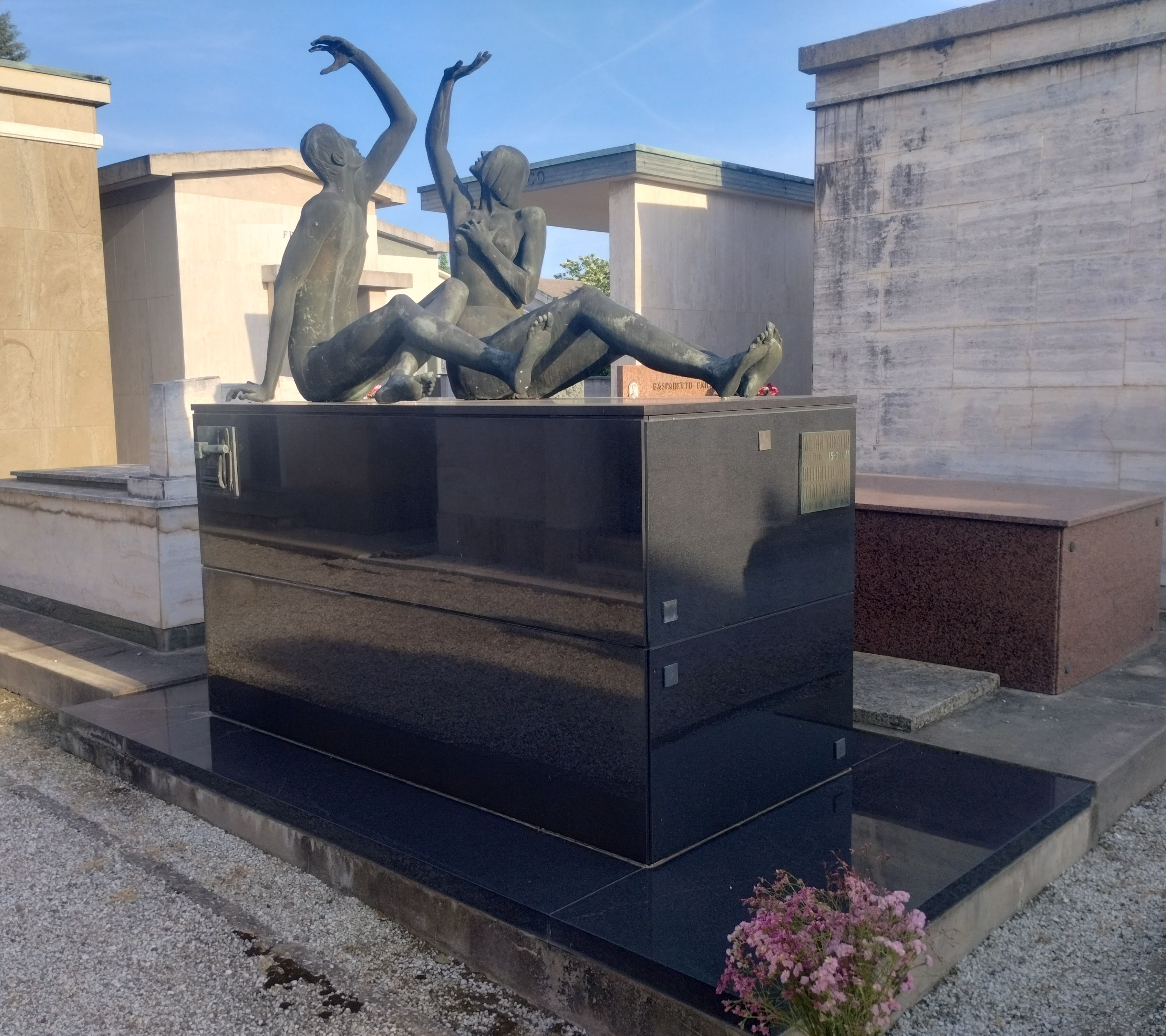
Tomba di Virgilio Milani e dalla moglie (presso il cimitero di Rovigo.

Altre opere: Battesimo del Cristo nella Chiesa dei Santi Francesco e Giustina; gli Evangelisti sulla facciata della Chiesa della Commenda; il busto di monsignor Rizzi in Vescovado, tutte a Rovigo. Altre opere in provincia: il busto di don Zambello presso la chiesa di Bosaro, il bassorilievo sulla Torre Civica di Badia Polesine e il bassorilievo presso la scuola media di Polesella. 
Al 1968 risale la definitiva svolta astrattista, testimoniata dalla Torre in acciaio inox con cui a Rovigo vinse il concorso per un'opera da erigere nel giardino della scuola media del quartiere di S. Bortolo.
Altre sculture nel cimitero comunale: Pietà sulla tomba Giandoso; Donna sulla tomba Bacchiega; Uomo e donna sulla tomba Milani (dove è sepolto con la moglie Antonietta Bellinello morta nel 1964) e, nel cimitero di Grignano Polesine, l'Angelo per la Tomba Bedendo.